# Giovanni Battista Cioni
Giovanni Battista Cioni, O.M.D. (11. listopadu 1556 Lucca – 31. března 1623 tamtéž) byl italský římskokatolický duchovní a člen Řeholních kleriků Matky Boží.

## Život
Narodil se 11. listopadu 1556 v Lucce. Pokřtěn byl v bazilice svatého Frediana, kterou v dětství  často navštěvoval. Choval velkou lásku k eucharistii a Panně Marii. Později navštěvoval kostel svatého Romana, kde naslouchal dominikánským kazatelům.
Rozhodl se vstoupit k Řeholním klerikům Matky Boží. Jeho oblíbenými předměty během studia bylo evangelium, mystická teologie a životy svatých. Následně byl vysvěcen na kněze a započal horlivý apoštolát. Pro věřící i své spolubratry byl příkladem všech ctností. V rodném městě několikrát vedl komunitu bratří a kněžskou službu vykonával také v Neapoli. Mnoho času věnoval kázání a zpovědi.
Zemřel 31. března 1623 v Lucce.

## Proces svatořečení
Proces byl zahájen v arcidiecézi Lucca. Dne 14. července 1895 uznal papež Lev XIII. jeho hrdinské ctnosti. 